# Nový hřbitov v Netíně
Nový hřbitov v Netíně je pohřebiště na okraji obce Netín v okrese Žďár nad Sázavou, rozkládající se na svažitém pozemku pod alejí s křížovou cestou a kaplovou hrobkou rodu Podstatských.

## Historie
Nový netínský hřbitov byl zřízen v roce 1860 poté, co se přestal z kapacitních a hygientických důvodů používat hřbitov původní, nacházející se při místním kostele Nanebevzetí Panny Marie. V roce 1977 byl hřbitov rozšířen. Jedná se o tradiční spádové pohřebiště pro obce na území netínské římskokatolické farnosti (zahrnující vsi Netín, Olší nad Oslavou, Kochánov, Stránecká Zhoř, Zadní Zhořec, Závist a Záseka), nejedná se ovšem o hřbitov konfesní, kde by byli pohřbíváni pouze katolíci. 
V roce 2017 byl vytvořen tzv. digitální pasport hřbitova, dostupný následně v internetové databázi. Hřbitov je v majetku obce Netín a je stále používán k pohřbům (rakvovým i urnovým).

## Stavební podoba
Hřbitov má půdorys mírně nepravidelného čtyřúhelníka, je svažitý, hroby jsou místy stupňovitě řešeny (nikoliv ovšem tak, že by byly uspořádány do teras) a situovány poměrně natěsno vedle sebe. Přibližně ve středu "starší" části hřbitova, na křížení hřbitovních cest, se nachází přes čtyři metry vysoký kamenný hlavní hřbitovní kříž. V severozápadním nároží hřbitova se nachází přízemní bezslohová stavba, sloužící snad původně jako márnice. V horní části hřbitova je u ohradní zdi v jedné řadě skupina téměř výhradně kněžských hrobů. Jediný kněžský hrob na tomto hřbitově situovaný mimo tuto řadu se nachází poblíž hlavního kříže a leží v něm někdejší netínský farář Václav Hlavička. Z prostoru hřbitova se otevírá, díky jeho umístění na vyvýšeném místě, několik působivých výhledů do krajiny a na nedaleký netínský kostel.

## Osobnosti, pohřbené na hřbitově

### Římskokatoličtí duchovní
- Bohuslav Brabec (1926–2008), římskokatolický kněz, rodák z netínské farnosti, kaplan Jeho Svatosti, emeritní farář v Radostíně nad Oslavou
- Václav Hlavička (1864–1942), římskokatolický kněz, kaplan Jeho Svatosti, netínský farář v l. 1899–1942
- Jindřich Kocman (1903–1997), římskokatolický kněz, netínský farář v l. 1942–1997
- František Křehlík (1907–1982), římskokatolický kněz, rodák z netínské farnosti, farář v Brně–Líšni